# 高敬遠

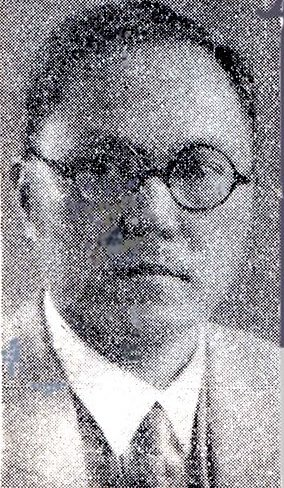

高敬遠（1893年1月12日—1983年），別號杏苑，日文名高光敬一，是一位出身臺北景尾的婦科醫師。他於1920年在大稻埕六館街開設臺灣第一家私人婦產科醫院「高產婦人科醫院」。

## 生平
他是臺灣總督府醫學校第十四屆學生（1915年畢業），並和蔣渭水是同班同學。

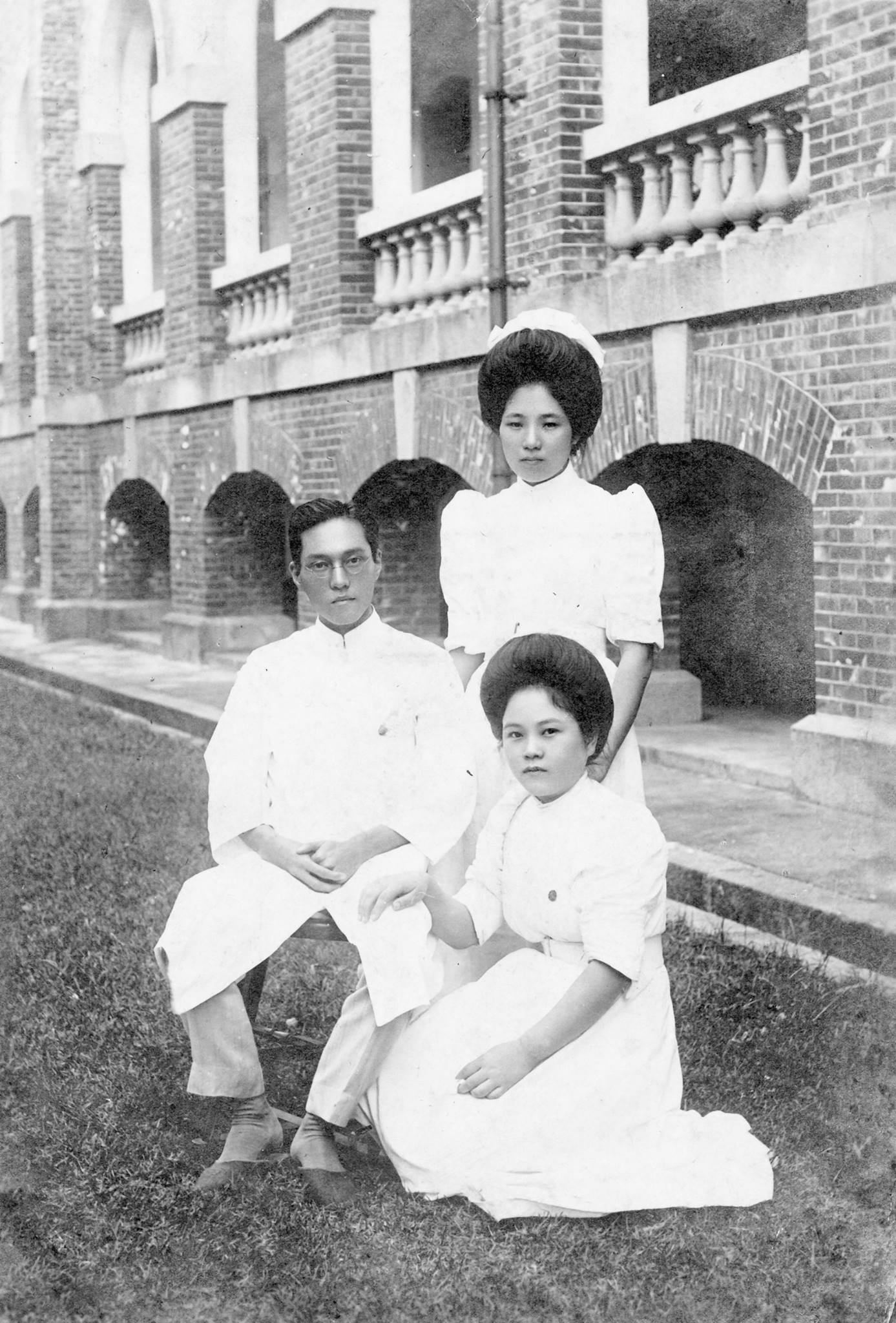
高敬遠與同事，攝於臺北醫院，1917年。

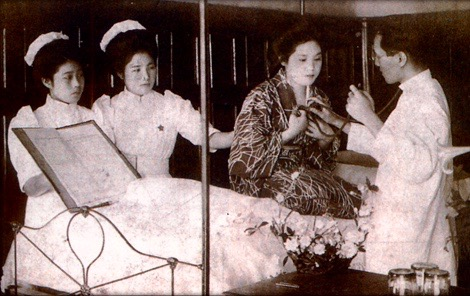
高敬遠與護理同事為患者看診，1917年。

畢業後，他任職於臺北醫院；最初在齒科，後因產婦人科醫師方瑞璧辭職，他志願填補缺額，又受婦產科部長迎諧以成績為由錄取。1919年，他受迎諧在該院醫長會議席上推薦當選「醫官補」（相當於委任級醫官），成為該院第二位臺灣籍醫官補（第一位為翁瑞春）。
1920年，他在迎諧卸任出國考察後請辭並自行創業；考慮到大稻埕人口眾多卻無專職婦科醫師，他在該年8月於六館街二丁目七番地創設臺灣第一家私人婦產科醫院「高產婦人科醫院」（所用建物原為「豐源典當」使用；1922年臺北市町名改正後，當地改為太平町二丁目103番地）。開業後，因社會風俗觀念影響，就診者多不願配合問診，甚至不悅地離去且不支付任何費用。但是，在不懈努力下，他還是解決了不少（成年）女性的疑難雜症，也逐漸拓展出個人口碑。在女子教育逐漸推廣普及的情況下，他的事業也開始順利成長。1922年，報紙記載他一年間服務患者六千名（其中還有來自中華民國者）；同時，他也繼續對貧困的患者施予義務性的診療。
1926年，他在永樂町一丁目21番地（俗稱「六館仔」；今塔城街與南京西路交叉處）建造樓高三層的小型醫院，同時擴充各項設備。同年10月2日，可收容20名患者的新院落成啟用，高木友枝代表來賓致賀辭，臺北各界人士代表均出席參與。
1929年，有鑑於嬰兒死亡率高，他與呂阿昌、陳春坡等臺籍醫師向臺北州廳提出申請籌設「臺北看護婦產婆講習所」；該所於同年5月15日舉行開所典禮，堀內次雄、杜聰明等出席與會，同時招得講習生共27名，他與呂阿昌、陳春坡、林家東、李騰嶽、何連養、洪長庚、葉貓貓等醫師共同擔任講師。 同年，他也加入臺灣總督府臺北醫學專門學校藥物學研究室（由杜聰明主導）及中央研究所衛生部杜聰明研究室。1932年，他發表論文〈臍帶賀爾蒙的生物作用〉。1934年，他獲岡山醫科大學頒予博士學位；隨後又以中央研究所囑託身分前往歐美各國考察醫院及醫學校，並出席以女性荷爾蒙為主題的國際學術會議。
1937年，他出任臺北市衛生委員，隨後發起創立「臺北產婆會」並擔任會長。1939年，他參與發起創立「臺北臨床醫會」；同年底，他獲當局指定為（官派）臺北市議員。
戰後，他積極推動創立「中華民國婦產科學會」並參與其事務。

## 軼事
- 他在臺北醫院錄取產婦人科後曾被迎諧告誡：「你的年紀很輕，產婦人科周圍全是女人，尤其助產士、講習生都是年輕少女，你要教導她們，所以要特別謹慎。」[2][3]
- 他自述開業時從事的是「沒有人敢問津之工作」，而且許多就診者發生「來到門診而寧死不上內診台，憤然離去，連診費都不願付的事例；或者經助產士的苦勸勉強接受診療，後不悅而出，一去而不回頭的事例，並不稀奇」等狀況。[2][3]
- 他與陳炘有姻親關係。[5]

## 外部鏈結
- 當婦產科醫師碰到傳統產婆
- 莊永明書坊: 日本時代的助產婦訓練 （页面存档备份，存于）
- 產婆與看護婦 戰前臺灣的護理教育 - 國立臺灣圖書館 （页面存档备份，存于）